# Trichoglottis solerederi
Trichoglottis solerederi är en orkidéart som beskrevs av Friedrich Fritz Wilhelm Ludwig Kraenzlin. Trichoglottis solerederi ingår i släktet Trichoglottis och familjen orkidéer. Inga underarter finns listade i Catalogue of Life.